# Cyclostrema quinquecarinatum
Cyclostrema quinquecarinatum is een slakkensoort uit de familie van de Liotiidae. De wetenschappelijke naam van de soort is voor het eerst geldig gepubliceerd in 1906 door Melvill.